# I migliori anni della nostra vita (film 1946)
I migliori anni della nostra vita (The Best Years of Our Lives) è un film del 1946 diretto da William Wyler. È ispirato al romanzo Glory for Me scritto da MacKinlay Kantor un anno prima.

## Trama
Al termine della Seconda guerra mondiale tre reduci, il sergente Al Stephenson, il capitano di aviazione Fred Derry e il marinaio Homer Parrish, fanno conoscenza su un aereo militare durante il volo di ritorno a casa verso Boone City. Fred, comandante su un aereo bombardiere operante in Europa, è stato decorato; Homer ha perso le mani per le ustioni subite quando la sua portaerei è stata affondata e ora usa delle protesi con un gancio meccanico; Al operava invece in un plotone di fanteria sul fronte del Pacifico. I tre si imbattono nelle numerose problematiche del reinserimento nella vita civile.
Il più giovane, Homer, verrà aiutato dalla sorellina e da Wilma, sua comprensiva vicina di casa e fidanzata, a superare il profondo disagio per i continui sguardi altrui di pietà; il più anziano, Al, dopo un periodo di crisi e di riadattamento, con il supporto della moglie Milly e dei due figli, Peggy e Rob, riprenderà il suo posto in banca (ma dovrà anche confrontarsi con le proprie crisi di coscienza); e Fred, l'ex capitano dell'aviazione, superato il tradimento della bellissima moglie Marie, mai realmente conosciuta (si erano sposati appena 20 giorni prima che lui partisse per il fronte) riscoprirà infine la fiducia nell'avvenire e la gioia di un nuovo, importante legame affettivo proprio con Peggy (la figlia di Al) alle nozze di Homer con Wilma.

## Riconoscimenti
- 1947 - Premio Oscar
  - Miglior film a Samuel Goldwyn
  - Migliore regia a William Wyler
  - Miglior attore protagonista a Fredric March
  - Miglior attore non protagonista a Harold Russell
  - Miglior sceneggiatura non originale a Robert E. Sherwood
  - Miglior montaggio a Daniel Mandell
  - Miglior colonna sonora a Hugo Friedhofer
  - Premio speciale a Harold Russell
  - Candidatura Miglior sonoro a Gordon Sawyer
- 1947 - Brussels World Film Festival
  - Miglior attrice dell'anno a Myrna Loy[1]
- 1947 - Golden Globe
  - Miglior film drammatico
  - Golden Globe Speciale a Harold Russell
- 1948 - Premio BAFTA
  - Miglior film
- 1946 - National Board of Review Awards
  - Migliore regia a William Wyler
- 1946 - New York Film Critics Circle Award
  - New York Film Critics Circle Award al miglior film
  - New York Film Critics Circle Award al miglior regista a William Wyler
- 1948 - Bodil Award
  - Miglior film a William Wyler
- 1948 - Karlovy Vary International Film Festival
  - Migliore regia

Nel 1989 è stato inserito fra i film conservati nel National Film Registry presso la Biblioteca del Congresso degli Stati Uniti d'America.
Harold Russell, l'attore canadese interprete del ruolo di Homer Parrish, era un vero reduce della seconda guerra mondiale e, da sergente dei parà, aveva veramente perduto entrambe le mani. Egli ricevette, durante la cerimonia di consegna degli Oscar una seconda statuetta (premio speciale), per "aver portato speranza e coraggio ai compagni veterani" grazie alla sua interpretazione nel film. Russell resta il solo attore ad aver ricevuto 2 Oscar nel medesimo anno e per il medesimo film.
Nel 1998 l'American Film Institute l'ha inserito al 37º posto della classifica dei migliori cento film statunitensi di tutti i tempi, posizione riconfermata dieci anni dopo nella lista aggiornata.

## Remake
Il film ebbe un remake televisivo nel 1975 dal titolo Returning Home, interpretato da Tom Selleck e diretto da Daniel Petrie e ambientato subito dopo la guerra del Vietnam.
Il film del 2019 I migliori anni della nostra vita, pur avendo lo stesso titolo, non è un remake di questo del 1946.